# Diocese de Óstia
A Diocese de Óstia ou sede suburbicária de Óstia é uma circunscrição eclesiástica da Igreja Católica, pertencente à região eclesiástica do Lácio e sufragânea da diocese de Roma. O seu bispo titular é o Decano do colégio dos cardeais, atualmente Giovanni Battista Re. Seu território compreende a cidade de Óstia e para fins eclesiásticos é dividida em paróquias.

## História
A diocese de Óstia foi criada no século III e seus bispos datam de 229. Não contando São Ciríaco e Máximo, o bispo que, segundo os Atos de São Lourenço, consagrou o papa Dionísio no ano de 269. Seu primeiro bispo notável foi Máximo (no ano de 313).
Segundo uma tradição que remonta ao ano de 316 e creditada a Santo Agostinho, os seus bispos (de Óstia) tinham o direito de consagrar o novo papa. Até 707 o bispo de Óstia residia em Roma, e tinha o ofício de bibliothecarius Sanctæ Ecclesiæ. Em seguida o papa o empregará na administração da Igreja Universal, especialmente nas Legações. O bispo de Óstia era um dos que exerciam as funções pontificais no período de sede vacante e portanto, tornaram-se notáveis como bispos cardeais da Igreja.
Em 1150, o Papa Eugênio III deu ao seu bispo o decanato do Sacro Colégio dos Cardeais. Ao mesmo tempo, a diocese de Velletri foi unido a Ostia. As dioceses de Tres Taberna e Norma foram, em momentos diferentes, anexados e depois separados da sé de Óstia e de Velletri. Em 5 de maio de 1914, o Papa Pio X emitiu o motu proprio Edita a Nobis separando as dioceses de Ostia e Velletri e estabelecendo que, doravante, o decano do Sacro Colégio uniria a sé que ele tivesse no momento da sua promoção ao decanato ao de Ostia.
O Papa João XXIII decidiu em 1962 que os cardeais das sés suburbicárias reteriam os títulos episcopais, mas sem os deveres pastorais, enquanto a direção e cuidados das dioceses foram confiados "pleno direito" aos bispos residenciais.

## Bispos (século XX e XXI)
Cronologia da administração local:
- Serafino Vannutelli † (1914 - 1915)
- Vincenzo Vannutelli † (1915 - 1930)
- Gennaro Granito Pignatelli di Belmonte † (1930 - 1948)
- Francesco Marchetti Selvaggiani † (1948 - 1951)
- Eugène Tisserant † (1951 - 1972)
- Amleto Giovanni Cicognani † (1972 - 1973)
- Luigi Traglia † (1974 - 1977)
- Carlo Confalonieri † (1977 - 1986)
- Agnelo Rossi † (1986 - 1993)
- Bernardin Gantin † (1993 - 2002)
- Joseph Ratzinger † (2002 - 2005 eleito papa com o nome de Bento XVI)
- Angelo Sodano, (30 de abril de 2005 - 21 de dezembro de 2019)
- Giovanni Battista Re, (18 de janeiro de 2020 - )